# 阿炳

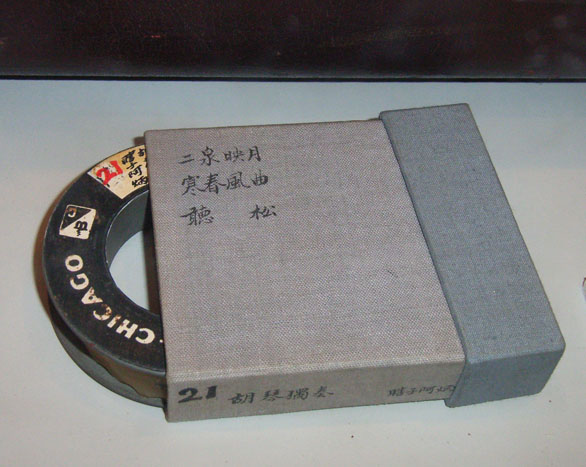
現存阿炳原音钢丝录音带

华彦钧（1893年8月17日—1950年12月4日），小名阿炳。近代中国民间音乐家、道士，江苏无锡人。从小受到父亲严格训练，擅演奏笛子、琵琶、二胡、鼓等乐器。约1928年因梅毒双目失明，时人因称其为瞎子阿炳、盲公炳或盲炳，其以《二泉映月》闻名于世。

## 生平

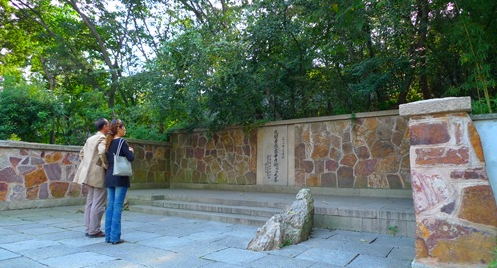
錫惠公園阿炳墓

华彦钧父亲华清和，是江苏无锡洞虚宫道观偏殿雷尊殿的“当家道士”，精于道教音乐，会演奏多种民间乐器。其母为幫傭的寡婦秦嫂，其父与她相好生下阿炳。清光绪十九年（1893年）8月17日，华彦钧出生于雷尊殿旁的一和山房（今阿炳故居）。华彦钧的母親在其4歲時被同族相迫去世。阿炳被其父送至無錫縣東亭鎮小泗房巷老家托族人撫養，8歲後被帶回道觀，並被送入私塾讀書，取學名彥鈞。因為道家清規，華清和與阿炳以師徒相稱，直到1918年，華清和病逝前才向26歲的阿炳坦白其身世。
阿炳十歲開始跟父親學習二胡、琵琶、三絃和笛子，也開始參與法事。十五六岁已成为无锡道教界一名出色的乐师，加上外表俊美，被當地人稱爲“小天師”。1918年左右，华清和去世，阿炳繼承亡父雷尊殿「當家道士」職位，與族兄輪流主管收入。
约1928年，阿炳因梅毒導致雙目失明，無力參與法事工作，遂以街頭賣藝爲生。46歲與江陰農村寡婦董催弟結婚（現誤傳為董翠娣和董彩娣）。
1950年12月4日上午9時許，華彥鈞病逝，終年57歲，無後，葬於無錫西郊璨山一和山房道教墓地。其妻董催弟於1951年3月27日病故。

## 身后
文化大革命期间，華彥鈞墓遭破坏，原址建起了工厂。文革结束后，当地的书画家韩可圆在一家农户的猪圈里发现阿炳的墓碑，遂交给无锡博物院。1983年，墓原址迁至无锡锡惠公园内惠山东麓、二泉之南錫惠公園春申澗的「華彥鈞墓」，現址墓碑為複製品，原物被存放於无锡博物院。

## 音乐
阿炳在十几岁时，对民歌、戏曲等有强烈兴趣爱好，四处拜访民间艺人为老师。阿炳目盲后，开始流浪卖艺，接触到大量江苏南部的民歌小调、丝竹乐、锣鼓乐、锡剧等民间艺术。
阿炳创作与演奏的器乐曲数量较多，但在困苦的生活中大多已散佚。中华人民共和国成立后，由中央音乐学院教授杨荫浏、曹安和抢录其三首二胡曲和三首琵琶曲，辑有《阿炳曲集》。抢录过程为，1950年8月下旬，當時華彥鈞已棄業三年，延至9月2日下午7時30分開始錄音，錄製《二泉映月》、《聽松》、《寒春風曲》三首二胡曲和《大浪淘沙》、《龍船》、《昭君出塞》三首琵琶曲。抢录的乐器是借来的，阿炳练习了三天才录音，当时约定半年以后再录。
阿炳作品《寒春风曲》大约创作于20世纪20年代末，《听松》大约作于20世纪30年代初，《二泉映月》大约创作于20世纪30年代末。《二泉映月》起初没有名字，抢录时才被命名。
1950年9月，中央音樂學院民樂系擬聘華彥鈞爲教師，因沒有華彥鈞的醫療費用預算而告吹。華彥鈞唯一正式公開演奏，為1950年9月25日於無錫牙医協會成立大會的表演節目。
从1956年10月开始，无锡人民广播电台正式将全天节目结束的“终了曲”改为阿炳的《二泉映月》。文革期间，《二泉映月》被诬为“黑曲”“迷魂曲”，遭受批判。

## 作品
- 《二泉映月》
- 《听松》
- 《寒春风曲》
- 《大浪淘沙》
- 《龙船 (琵琶曲)》
- 《昭君出塞 (琵琶曲)》